# Émile Loubet
Émile François Loubet (Marsanne, 30 de dezembro de 1838 - Montélimar, 20 de dezembro de 1929) foi um político francês, primeiro-ministro e 8º Presidente da República Francesa.